# Ручки (Лохвицька міська громада)
Ру́чки —  село в Україні, у Лохвицькій міській громаді Миргородського району Полтавської області. Населення становить 0 осіб. Колишній орган місцевого самоврядування — Білогорільська сільська рада.

## Географія
Село Ручки знаходиться на лівому березі річки Сула, вище за течією на відстані 1,5 км розташоване село Білогорілка, нижче за течією на відстані 2 км розташоване село Лука, на протилежному березі - село Свиридівка. Річка в цьому місці звивиста, утворює лимани, стариці та заболочені озера.

## Історія
12 червня 2020 року, відповідно до розпорядження Кабінету Міністрів України № 721-р «Про визначення адміністративних центрів та затвердження територій територіальних громад Полтавської області», село увійшло до складу Лохвицької міської громади.
19 липня 2020 року, в результаті адміністративно - територіальної реформи та ліквідації Лохвицького району, село увійшло до складу новоутвореного Миргородського району Полтавської області.